# Love in the Big City (serie de televisión)
Love in the Big City (en hangul, 대도시의 사랑법; en hanja, 大都市의 사랑法; McCune-Reischauer, Taedoshiŭi sarangbŏp) es una serie de televisión web surcoreana basada en la novela homónima de Park Sang-young, cuyo guion ha escrito él mismo. Está dirigida por Hur Jin-ho, Hong Ji-young, Son Tae-gyum y Kim Se-iny, y protagonizada por Nam Yoon-soo, Lee Soo-kyung, Oh Hyun-kyung, Kwon Hyuk, Na Hyun-woo, Jin Ho-eun y Kim Won-joong. Se estrenó en la plataforma TVING el 21 de octubre de 2024, y también está disponible en Viki para gran parte del mundo.

## Sinopsis
Go Young, un hombre homosexual, y Mi-ae, una mujer heterosexual, viven juntos y se convierten en amigos íntimos. Young emprende entonces un viaje de autodescubrimiento de 10 años. A través de los ojos de Mi-ae, Go Young se embarca en un viaje de crecimiento personal. Afronta una difícil relación con su madre, que niega su orientación sexual, y se ve obligado a separarse de su novio Gyu-ho debido a la presión social. Recuperándose de su ruptura, Go Young hace un viaje a Tailandia con un extraño y logra aprender más sobre sí mismo en el proceso.

## Reparto
- Nam Yoon-soo como Go Young, un estudiante universitario que se convierte en escritor.[2][3]
- Lee Soo-kyung como Choi Mi-ae, la mejor amiga de Young de la universidad.[4][5]
- Oh Hyun-kyung como Eun-sook, la madre de Young.[3][6]
- Kwon Hyuk como Kim Nam-gyu, el primer novio de Young, fotógrafo.[7]
- Na Hyun-woo como Noh Young-soo, el segundo amor de Young, a quien conoce en una clase de filosofía.[8]
- Jin Ho-eun como Sim Gyu-ho, el tercer novio de Young, que trabaja como camarero a tiempo parcial y enfermero.[7]
- Kim Won-joong como William Habibi, un hombre japonés rodeado de secreto.[7]
- Do Yu como Park Ji-tae, amigo de Go Young de la misma edad, tiene una personalidad de espíritu libre. Es un chico que entrena el cuerpo, adicto al ejercicio físico, pero a pesar de su apariencia musculosa es una persona emotiva y sensible.[9]
- Jung Chan-young como Jeon Eun-soo, el amigo al que más consulta Go Young sobre el amor.
- Lee Hyun-so como Han Ho-min, amigo coetáneo de Young y seguidor de T-ara. Es una persona atractiva y talentosa que hace reír a sus amigos dándoles energía constantemente. Aunque parece severo por fuera, es cálido en su corazón y tiene una profunda amistad con Go Young[10]
- Kim Tae-jung como Lee Jun-ho, novio de Mi-ae.

## Lista de episodios
| N.º | Título                                                                     | Dirigido por  | Escrito por     | Fecha de emisión original |
| --- | -------------------------------------------------------------------------- | ------------- | --------------- | ------------------------- |
| 1-2 | «미애 [Mi-ae]»                                                             | Son Tae-gyum  | Park Sang-young | 21 de octubre de 2024     |
| Mi-ae es una compañera a la que le gustan los hombres y tiene «un raro sentido de la castidad»; Nam-gyu es el primer amor de Go Young.                                                      |                                                                            |               |                 |                           |
| 3-4 | «우럭 한 점 우주의 맛 [Una muestra del universo, un trozo de pez de roca]» | Hur Jin-ho    | Park Sang-young | 21 de octubre de 2024     |
| El cuidado de una madre que sufre un cáncer terminal y la historia de amor con Young-soo, a quien conoce en una clase de filosofía y se vuelve más misterioso cuanto más llega a conocerlo. |                                                                            |               |                 |                           |
| 5-6 | «대도시의 사랑법 [Amor en la gran ciudad]»                                 | Hong Ji-young | Park Sang-young | 21 de octubre de 2024     |
| La vida de Go Young llega a un repentino punto de inflexión cuando se encuentra con una relación aburrida pero duradera con el camarero Kyu-ho.                                             |                                                                            |               |                 |                           |
| 7-8 | «늦은 우기의 바캉스 [Vacaciones al final de la temporada de lluvias]»      | Kim Se-in     | Park Sang-young | 21 de octubre de 2024     |
| El irreversible y brillante tiempo pasado en Bangkok deja un reguero de emociones de pérdida y soledad.                                                                                     |                                                                            |               |                 |                           |

## Producción

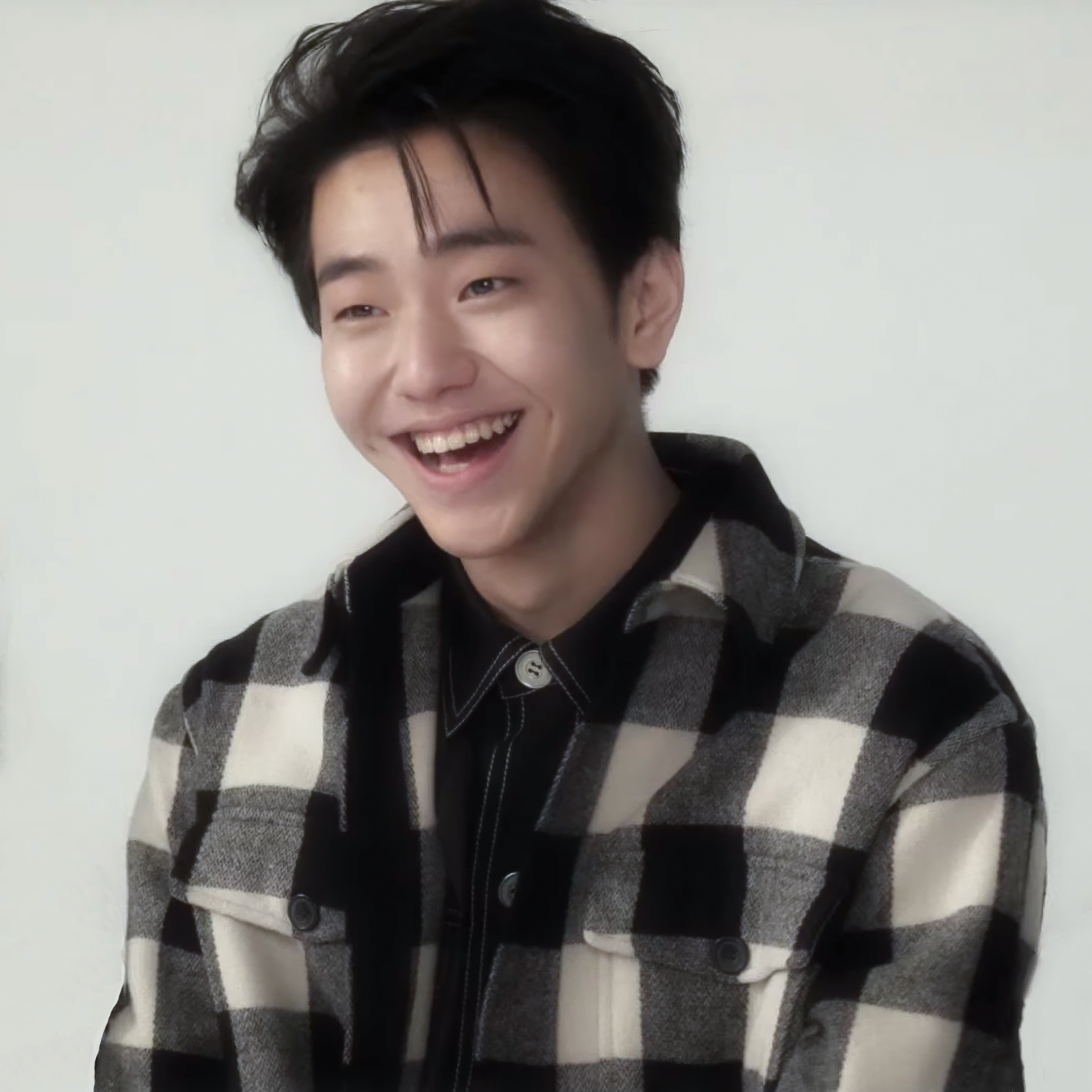
Nam Yoon-soo, protagonista de la serie

La serie está basada en la novela homónima de Park Sang-young, que fue un éxito de ventas en 2019, se tradujo a quince lenguas y llegó a ser seleccionada para el premio Booker International en 2022. Está formada por ocho episodios, y al igual que el libro se divide en cuatro partes, cada una de dos episodios y correspondiente a un período de la vida de Go Young. A diferencia de lo habitual en las series surcoreanas, que suelen contar con uno o dos directores, en este caso se ha recurrido a un equipo de cuatro: Hur Jin-ho, Hong Ji-young, Son Tae-gyum y Kim Se-iny, responsables cada uno de una de las cuatro partes. La producción corrió a cargo de las compañías Merry Christmas y Big Stone Studio, y fue seleccionada como una «obra de apoyo a la producción de contenidos especializados OTT» por el Ministerio de Cultura, Deportes y Turismo y la Agencia de Contenidos Creativos de Corea.
La adaptación del libro de Park se empezó a producir en doble formato, como película y como serie televisiva. La película se estrenó el 13 de septiembre de 2024 en el Festival Internacional de Cine de Toronto, y el primero de octubre en sala en Corea del Sur. La serie se estrenó veinte días después, pero durante la producción existieron dudas sobre si podría terminarse. La causa de ello eran las dificultades de financiación que encontraron las compañías productoras, relacionadas por la reticencia de algunas plataformas en programar contenidos sobre minorías sexuales. Según declaró el autor Park Sang-young, hubo también problemas a la hora de elegir a los actores.
El actor Nam Yoon-soo ha sido confirmado como protagonista de la serie en octubre de 2023. El 28 de agosto de 2024 TVING anunció la retransmisión para el 21 de octubre. En principio se había planeado la emisión de dos capítulos semanales durante cuatro semanas, pero después de una discusión entre el escritor, el director y el equipo de producción, se cambió para lanzar todos los episodios el día 21 y favorecer así que se pudiera ver como una película que combina varios géneros.
TVING lanzó el avance oficial de Love in the Big City poco antes de su estreno. Sin embargo, tras las quejas homofóbicas de algunas organizaciones conservadoras en Corea del Sur, el avance fue eliminado de las cuentas oficiales del servicio de transmisión, aunque podía seguir viéndose en otros medios. Park denunció la eliminación del avance en redes sociales y lamentó que la serie no pudiera ser promocionada adecuadamente. A medida que crecía la controversia, la productora cambió de actitud y volvió a lanzar el avance, aunque solicitó antes que fuera revisado por la Junta de Clasificaión de Medios de Corea. En todo caso, la serie había sido ya calificada como «no apta para menores».
La producción se presentó en conferencia de prensa celebrada el 16 de octubre en el centro comercial CGV Yongsan I'Park en Yongsan-gu, Seúl; a la misma asistieron el autor de la novela y guionista Park Sang-young, los cuatro directores y algunos de los protagonistas.
Fuera de Corea del Sur, la serie está disponible en la plataforma Viki para más de 190 países del mundo.

## Recepción

### Protestas contra la serie
La serie dio lugar a protestas por parte de algunas organizaciones conservadoras surcoreanas, entre las cuales First Korea Citizens' Solidarity, que criticó que hubiera recibido el apoyo de la Agencia de Contenido Creativo de Corea, dado que según aquella ensalzaba y promovía la homosexualidad sirviéndose en parte del dinero de los impuestos. El grupo llegó a reclamar que se prohibiera la retransmisión de la obra y se recuperara el importe de las ayudas públicas.
A estas presiones se refirió indirectamente el protagonista Nam Yoon-soo durante la conferencia de prensa de presentación de la serie. En ella declaró que no le importaban las reacciones negativas y que en realidad recibía cien mensajes de apoyo cada vez que se despertaba: «siento que la mentalidad de muchas personas cambia constantemente».

### Crítica
Choi Min-ji (Sports Kyunghyang) aprovecha el estreno casi simultáneo de la serie y la película del mismo título para compararlas: «si bien la película describe la melancolía y el deambular de la juventud de una manera alegre, mientras desarrolla los problemas de la vida real experimentados por las minorías sexuales y las mujeres dentro del breve marco de la obra original, la serie se centra en el amor y el crecimiento de Go Young. Es como una película en el sentido de que la historia se cuenta con el personaje principal del drama [...] como narrador, pero a diferencia de la película, que centra su atención uniformemente en [los dos protagonistas], Go Young es el único personaje principal de la serie».
Kim Min-je (Hankyoreh) abunda en la misma idea: «mientras que la película lanzada anteriormente se centró en la amistad entre un "amigo gay" y una "amiga" de espíritu libre, la serie habla sobre el amor de las minorías sexuales con más seriedad». Con respecto a las protestas homofóbicas contra la serie, nota que «incluso si trata la homosexualidad de la misma manera, las narrativas queer están más fácilmente expuestas a este tipo de quejas de odio que el género BL (amor de chicos), que tiene muchos seguidores habituales. Esto se debe a que, mientras el BL retrata el amor entre hombres como algo cercano a una fantasía que está lejos de la realidad, la ficción queer mira directamente las vidas y las identidades de las minorías sexuales».